# Areca
Areca L. è un genere di piante della famiglia delle Arecacee, diffuso nella fascia tropicale e subtropicale dell'Asia.

## Tassonomia
Il genere comprende le seguenti specie:
- Areca abdulrahmanii J.Dransf.
- Areca ahmadii J.Dransf.
- Areca andersonii J.Dransf.
- Areca arundinacea Becc.
- Areca bakeri Heatubun
- Areca brachypoda J.Dransf.
- Areca caliso Becc.
- Areca camarinensis Becc.
- Areca catechu L.
- Areca chaiana J.Dransf.
- Areca churchii Heatubun
- Areca concinna Thwaites
- Areca congesta Becc.
- Areca costulata Becc.
- Areca dayung J.Dransf.
- Areca dransfieldii Heatubun
- Areca furcata Becc.
- Areca gurita Heatubun
- Areca hutchinsoniana Becc.
- Areca insignis (Becc.) J.Dransf.
- Areca ipot Becc.
- Areca jokowi Heatubun
- Areca jugahpunya J.Dransf.
- Areca kinabaluensis Furtado
- Areca klingkangensis J.Dransf.
- Areca laosensis Becc.
- Areca ledermanniana Becc.
- Areca macrocalyx Zipp. ex Blume
- Areca mandacanii Heatubun
- Areca minuta Scheff.
- Areca mogeana Heatubun
- Areca montana Ridl.
- Areca novohibernica (Lauterb.) Becc.
- Areca oxycarpa Miq.
- Areca parens Becc.
- Areca rheophytica J.Dransf.
- Areca ridleyana Becc. ex Furtado
- Areca riparia Heatubun
- Areca songthanhensis A.J.Hend., N.K.Ban & B.V.Thanh
- Areca subacaulis  (Becc.) J.Dransf.
- Areca triandra Roxb. ex Buch.-Ham.
- Areca triginticollina Heatubun
- Areca tunku J.Dransf. & C.K.Lim
- Areca unipa Heatubun
- Areca vestiaria Giseke
- Areca vidaliana Becc.
- Areca whitfordii Becc.